# Прапор Ясинуватої
Міськи́й пра́пор Ясинуватої — офіційний символ міста Ясинувата Донецької області, затверджений 6 серпня 1997 р. рішенням сесії міської ради.
Автори прапора: художник — Член спілки художників, Лауреат міжнародних конкурсів графічного дизайну Пресняков Олександр Павлович (м. Донецьк); укладач опису — член спілки журналістів Свистунов Сергій Євгенович (м. Донецьк).

## Опис
Прямокутне полотнище із співвідношенням сторін 2:3 поділене на три рівновеликі горизонтальні смуги — синю, жовту і білу. У верхньому вільному кутку прапора на перетині верхньої і середньої смуг герб міста.

## Символіка
Згідно з класичною традицією в європейській геральдиці кольорам, обраним для прапора міста Ясинувата, надаються такі символічні значення, покликані уособлювати славне минуле і прекрасне майбутнє міста: синій — слава, честь, щирість і вічна молодість; білий — життя, чистота, мир; жовтий, який ототожнюється в геральдиці з золотом — велич, повагу, пишність.